# Herit
Herit fue una princesa del antiguo Egipto, hija del Rey Apofis I, que vivió durante la Dinastía XV que en ese entonces gobernaba Egipto.

## Biografía
Hija del faraón Apofis I, hermana del faraón Apofis II.
Herit es la única hija conocida de Apofis I. Se encontró un jarrón que pertenecía a ella en una tumba en Tebas. A veces es considerada como la esposa del rey Amenhotep I, sin embargo se cree que estaba casada con un príncipe tebano. Exite otra teoría que dice que el Jarrón podría haber sido un elemento que fue obtenido de Avaris después de la victoria final sobre los hicsos por Amosis I o
Ahmose I quien expulsó a los reyes hicsos de Egipto y estableció la XVIII Dinastía.